# Anne de la Terre
Anne de la Terre est une nouvelle de science-fiction écrite par Mehdi Bouhalassa, parue dans le numéro 148 de la revue québécoise Solaris en 2004. Elle fut finaliste au Prix Aurora 2005 et a remporté, la même année, le Prix Boréal (ex æquo).